# Mistrovství světa juniorů v ledním hokeji 1986
Mistrovství světa juniorů v ledním hokeji 1986 se konalo 26. prosince 1985 až 4. ledna 1986 v kanadském Hamiltonu.

## Pořadí
| pozice | Tým       | Z | GS | GI | B  |
| ------ | --------- | - | -- | -- | -- |
| 1.     | SSSR      | 7 | 42 | 14 | 14 |
| 2.     | Kanada    | 7 | 54 | 21 | 10 |
| 3.     | USA       | 7 | 35 | 26 | 8  |
| 4.     | Švédsko   | 7 | 26 | 23 | 8  |
| 5.     | ČSSR      | 7 | 30 | 20 | 8  |
| 6.     | Finsko    | 7 | 31 | 23 | 6  |
| 7.     | Švýcarsko | 7 | 19 | 54 | 2  |
| 8.     | SRN       | 7 | 9  | 65 | 0  |

## Výsledky
26.12.1985

Kanada – Švýcarsko 12:1 (3:0, 3:1, 6:0)

SSSR – USA 7:3 (2:1, 3:2, 2:0)

Švédsko – Finsko 2:0 (0:0, 1:0, 1:0)

ČSSR – SRN 9:3 (1:2, 5:0, 3:1)

27.12.1985

Kanada – SRN 18:2 (7:0, 5:2, 6:0)

Finsko – Švýcarsko 9:2 (4:1, 2:0, 3:1)

SSSR – Švédsko 6:1 (1:1, 2:0, 3:0)

USA – ČSSR 5:2 (3:0, 2:1, 0:1)

29.12.1985

Kanada – USA 5:2 (1:1, 2:1, 2:0)

SSSR – Švýcarsko 7:3 (3:2, 2:0, 2:1)

Švédsko – ČSSR 3:2 (1:1, 0:0, 2:1)

Finsko – SRN 7:2 (0:2, 4:0, 3:0)

30.12.1985

Kanada – Švédsko 9:2 (4:0, 2:1, 3:1)

ČSSR – Švýcarsko 7:2 (1:0, 3:1, 3:1)

SSSR – SRN 10:0 (3:0, 3:0, 4:0)

Finsko – USA 7:5 (2:3, 4:1, 1:1)

1.1.1986

Kanada – Finsko 6:5 (1:1, 4:3, 1:1)

SSSR – ČSSR 4:3 (2:0, 2:2, 0:1)

USA – SRN 4:1 (1:0, 3:0, 0:1)

Švédsko – Švýcarsko 7:1 (2:0, 1:1, 4:0)

2.1.1986

SSSR – Kanada 4:1 (1:1, 1:0, 2:0)

ČSSR – Finsko 2:0 (0:0, 1:0, 1:0)

Švédsko – SRN 10:0 (3:0, 1:0, 6:0)

USA – Švýcarsko 11:3 (4:0, 5:2, 2:1)

4.1.1986

ČSSR – Kanada 5:3 (2:1, 1:0, 2:2)

USA – Švédsko 5:1 (4:0, 0:0, 1:1)

Švýcarsko – SRN 7:1 (1:1, 4:0,  2:0)

SSSR – Finsko 4:3 (0:2, 2:1, 2:0)

## Soupisky
SSSR
Brankáři: Jevgenij Bělošejkin, Oleg Brataš

Obránci: Michail Tatarinov, Anatolij Fedotov, Igor Kravčuk, Igor Nikitin, Sergei Seljanin, Igor Monajenkov, Vladimir Konstantinov

Útočníci: Igor Vjazmikin, Alexandr Semak, Jurij Nikonov, Ravil Chajdarov, Valerij Kamenskij, Pavel Torgajev, Sergej Osipov, Andrej Kavalju, Aljaxandr Halčenjuk, Jevgenij Davidov, Sergej Gapejenko.
  Kanada
Brankáři: Craig Billington, Sean Burke

Obránci: Terry Carkner, Alain Côté, Sylvain Côté, Dave Moylan, Selmar Odelein, Emanuel Viveiros

Útočníci: Al Conroy, Shayne Corson, Peter Douris, Jeff Greenlaw, Derek Laxdal, Scott Mellanby, Joe Murphy, Joe Nieuwendyk, Gary Roberts, Luc Robitaille, Jim Sandlak, Mike Stapleton.
  USA
Brankáři: Mike Richter, Alan Perry

Obránci: Chris Biotti, Greg Brown, Brian Leetch, Scott Paluch, David Quinn Eric Weinrich

Útočníci: Jimmy Carson, Greg Dornbach, Tom Chorske, Craig Janney, Lane MacDonald, Mike Kalfer, Max Middendorf, Stephen Leach, Paul Ranheim, Scott Young, Dan Shea, Mike Wolak
 ČSSR
Brankáři: Jaroslav Landsman, Oldřich Svoboda

Obránci: Josef Řezníček, Michal Mádl, Stanislav Medřík, Jiří Látal, Roman Lipovský, Rudolf Záruba, Petr Hodek, Dušan Králík

Útočníci: Radek Ťoupal, Michal Pivoňka, Jiří Kučera, David Volek, Kamil Kašťák, Ladislav Lubina, Robert Kron, Tomáš Kapusta, Tomáš Sršeň, Luboš Pázler, Richard Kolář..
 Švédsko
Brankáři: Hans-Göran Elo, Sam Lindståhl

Obránci: Tony Barthelsson, Christian Due-Boje, Stefan Johansson, Roger Johansson, Calle Johansson, Fredrik Olausson, Fredrik Stillman, Roger Öhman

Útočníci: Mikael Andersson, Thomas Bjuhr, Robert Burakovsky, Ulf Dahlén, Pär Edlund, Stefan Falk, Mikael Johansson, Anders Lindström, Mats-Åke Lundström, Joakim Pehrson.
 Finsko
Brankáři: Timo Lehkonen, Sakari Lindfors

Obránci: Kari-Pekka Friman, Mikko Haapakoski, Timo Kulonen, Jyrki Lumme, Petri Matikainen, Vesa Ruotsalainen, Antti Tuomenoksa

Útočníci: Timo Iljina, Jouni Kantola, Jarmo Kekäläinen, Ville Kentala, Teppo Kivelä, Jari Korpisalo, Mikko Laaksonen, Pentti Lehtosaari, Lasse Nieminen, Kimmo Nurro, Sami Wahlsten.
 Švýcarsko
Brankáři: Beat Aebischer, Marius Bösch

Obránci: Martin Bruderer, Beat Cattaruzza, Dino Kessler, Martin Hofacker, Dino Kessler, André Künzi, Andreas Schneeberger

Útočníci: Jean-Jacques Aeschlimann, Manuele Celio, Gilles Dubois, Andreas Fischer, Peter Jaks, Beat Nuspliger, Roger Thöny, Bruno Vollmer, Thomas Vrabec, Raymond Walder, Thomas Widmer.
 SRN
Brankáři: Klaus Merk, Michael Schmidt

Obránci: Rene Ledock, Klaus Micheller, Daniel Nowak, Christian Ott, Marko Rentzsch, Christian Reuter, Stefan Steinecker, Richard Trojan.

Útočníci: Klaus Birk, Andreas Brockmann, Christoph Gelzinus, Thomas Gröger, Anton Krinner, Andreas Lupzig, Rudolf Sternkopf, Andreas Volland, Josef Wassermann, Thomas Werner.

## Turnajová ocenění
|                            | Brankář             | Obránce           | Obránce           | Útočníci      | Útočníci       | Útočníci       |
| -------------------------- | ------------------- | ----------------- | ----------------- | ------------- | -------------- | -------------- |
| Ceny direktoriátu IIHF     | Jevgenij Bělošejkin | Michail Tatarinov | Michail Tatarinov | Jim Sandlak   | Jim Sandlak    | Jim Sandlak    |
| All-Star Tým (podle médií) | Jevgenij Bělošejkin | Sylvain Côté      | Michail Tatarinov | Shayne Corson | Igor Vjasmikin | Michal Pivoňka |

### Produktivita
| Hráč              | G | A  | Body |
| ----------------- | - | -- | ---- |
| Shayne Corson     | 7 | 7  | 14   |
| Joe Murphy        | 4 | 10 | 14   |
| Valerij Kamenskij | 7 | 6  | 13   |
| Jim Sandlak       | 5 | 7  | 12   |
| Radek Ťoupal      | 5 | 7  | 12   |
| Joe Nieuwendyk    | 5 | 7  | 12   |

## Skupina B
Šampionát B skupiny se odehrál v Rakousku, postup na MSJ 1987 si vybojovali Poláci, naopak sestoupili Bulhaři.
|    |            | POL  | NOR  | AUT  | ROM | JPN  | NED  | ITA  | BUL  | V | R | P | Skóre | B  |
| 1. | Polsko     | ***  | 4:3  | 12:1 | 4:2 | 3:0  | 8:9  | 9:2  | 6:0  | 6 | 0 | 1 | 46:17 | 12 |
| 2. | Norsko     | 3:4  | ***  | 10:6 | 4:4 | 8:0  | 12:0 | 4:3  | 13:1 | 5 | 1 | 1 | 54:18 | 11 |
| 3. | Rakousko   | 1:12 | 6:10 | ***  | 4:3 | 6:5  | 8:0  | 9:3  | 8:2  | 5 | 0 | 2 | 42:35 | 10 |
| 4. | Rumunsko   | 2:4  | 4:4  | 3:4  | *** | 7:5  | 6:5  | 4:4  | 6:2  | 3 | 2 | 2 | 32:28 | 8  |
| 5. | Japonsko   | 0:3  | 0:8  | 5:6  | 5:7 | ***  | 6:5  | 7:2  | 12:0 | 3 | 0 | 4 | 35:31 | 6  |
| 6. | Nizozemsko | 9:8  | 0:12 | 0:8  | 5:6 | 5:6  | ***  | 4:2  | 7:1  | 3 | 0 | 4 | 30:43 | 6  |
| 7. | Itálie     | 2:9  | 3:4  | 3:9  | 4:4 | 2:7  | 2:4  | ***  | 10:3 | 1 | 1 | 5 | 26:40 | 3  |
| 8. | Bulharsko  | 0:6  | 1:13 | 2:8  | 2:6 | 0:12 | 1:7  | 3:10 | ***  | 0 | 0 | 7 | 9:62  | 0  |

## Skupina C
Šampionát C skupiny se odehrál ve Francii, postup do B skupiny MSJ 1987 si vybojovali domácí.
|    |                | FRA  | DEN | GBR  | CHN  | HUN | BEL  | V | R | P | Skóre | B |
| 1. | Francie        | ***  | 4:4 | 14:2 | 11:4 | 9:2 | 13:1 | 4 | 1 | 0 | 51:13 | 9 |
| 2. | Dánsko         | 4:4  | *** | 9:4  | 4:2  | 7:2 | 4:4  | 3 | 2 | 0 | 28:16 | 8 |
| 3. | Velká Británie | 2:14 | 4:9 | ***  | 6:4  | 4:2 | 4:2  | 3 | 0 | 2 | 20:31 | 6 |
| 4. | Čína           | 4:11 | 2:4 | 4:6  | ***  | 6:4 | 7:2  | 2 | 0 | 3 | 23:27 | 4 |
| 5. | Maďarsko       | 2:9  | 2:7 | 2:4  | 4:6  | *** | 6:5  | 1 | 0 | 4 | 16:31 | 2 |
| 6. | Belgie         | 1:13 | 4:4 | 2:4  | 2:7  | 5:6 | ***  | 0 | 1 | 4 | 14:34 | 1 |